# لوكهيد سي-69 كونستيلايشن
لوكهيد سي-69 كونستيلايشن (Lockheed C-69 Constellation) طائرة نقل أميركية بأربعة محركات مروحية يحركها صنعت في عجالة لدخول الخدمة العسكرية خلال الحرب العالمية الثانية. كانت أول نسخة عسكرية لسلسلة طائرات لوكهيد كونستليشن. طارت لأول مرة في عام 1943، وتم إنتاج 15 طائرة توزعت بين جيش الولايات المتحدة القوات الجوية  و 7 طائرات للشركات التجارية. معظم الطائرات المدنية التي بنيت فيما بعد حملت اسم لوكهيد إل-049 كونستليشن.

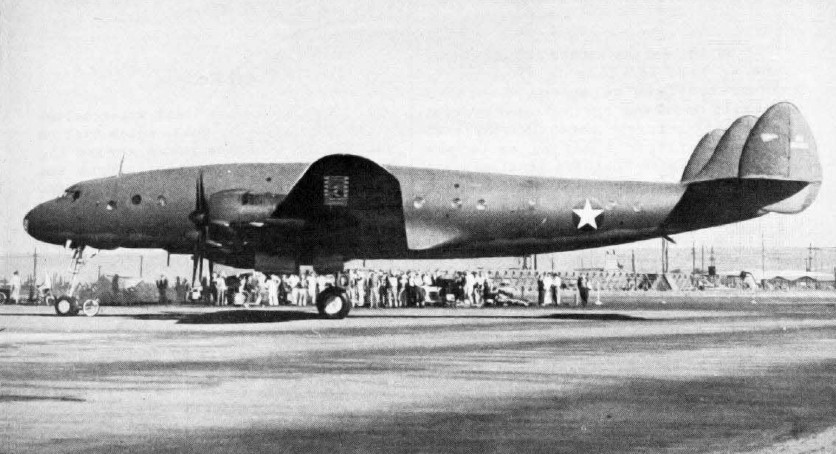
النموذج أكس سي-69.

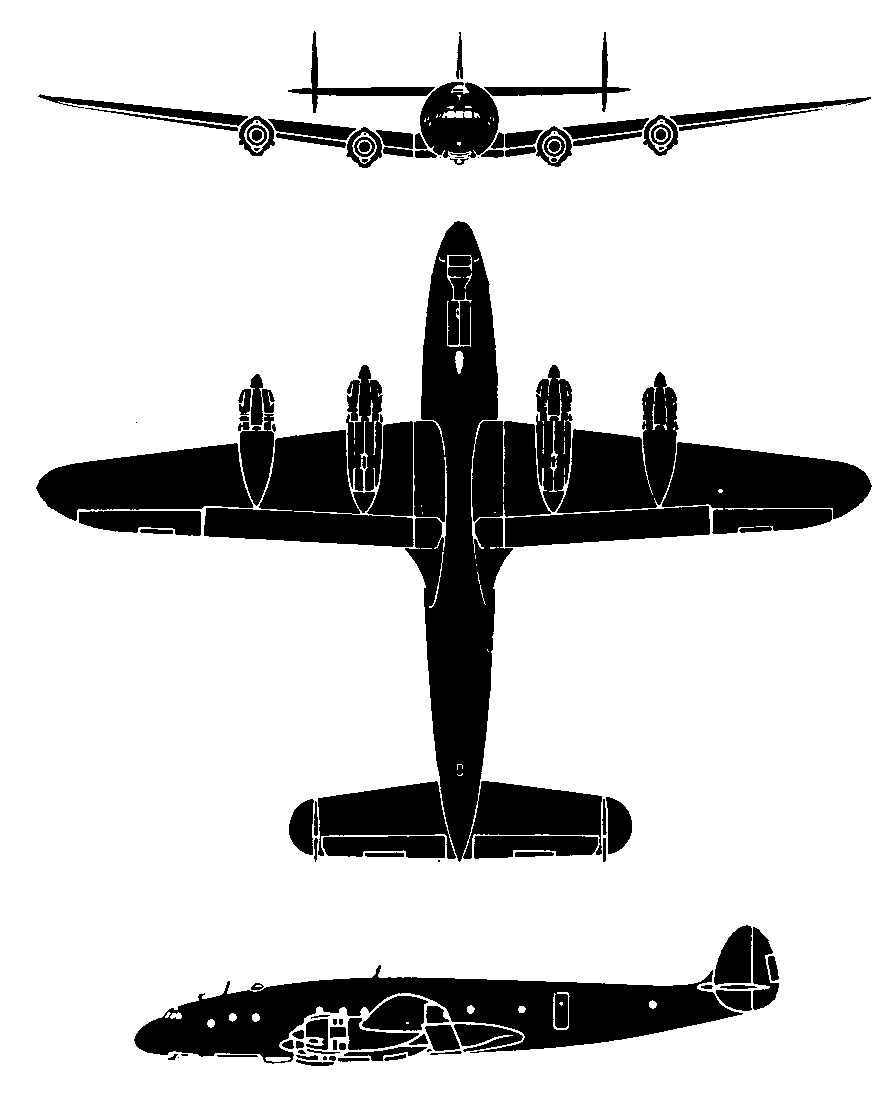

## وصلات خارجية
- لوكهيد كوكبة الناجين – موقع يشرح معلومات عن أماكن وجوده الكونستيلايشن النشيطين من كل الطرازات، بما في ذلك آخر الباقين على قيد الحياة ج-69 كونستيلايشن.